# Mario & Luigi: Bowser's Inside Story
Mario & Luigi: Bowser's Inside Story là một trò chơi điện tử nhập vai phát triển bởi AlphaDream, và phát hành bởi Nintendo cho máy chơi game cầm tay Nintendo DS và 3DS vào năm 2009. Đây là phần thứ ba trong dòng trò chơi Mario & Luigi.

## Phát triển
Trò chơi lần đầu được thông báo tại sự kiện Tokyo Press Event tổ chức tại Nhật Bản vào tháng 10 năm 2008, lấy cái tên là 
Mario & Luigi RPG 3. Một số chi tiết về trò chơi được hé lộ, bao gồm phần cốt truyện và cơ chế chơi trong game. AlphaDream, nhà phát triển hai phần trước Superstar Saga và Partners in Time, đã tạo trò chơi này cùng với những người thường đóng góp cho loạt game Mario như Yoko Shimomura và Charles Martinet, về âm nhạc và diễn xuất giọng nói. Tại E3 2009, được thông báo tên tiếng Anh chính thức của trò chơi sẽ là Mario & Luigi: Bowser's Inside Story và được phát hành vào mùa thu năm 2009 cho Bắc Mỹ, Châu Âu.

## Đánh giá
Bowser's Inside Story nhận được nhiều lời khen ngợi phần cốt truyện, lối chơi, sự hài hước từ giới phê bình và là trò chơi được đánh giá cao nhất trong các game nhập vai của Mario. Nhà phê bình ở Bắc Mỹ trên tạp chí Nintendo Power, đã cho trò chơi 9,5/10 điểm. IGN cũng cho 9,5 và trao nó giải Lựa chọn của biên tập viên. GameInformer cho 8,75/10 điểm và trao nó giải "Trò chơi cầm tay của tháng". GameD Daily đã cho 10/10. Tạp chí chính của Nintendo cho trò chơi 92%. GameSpot đã chấm 9,0 và trao giải Sự lựa chọn của ban biên tập, tập trung ca ngợi phần cốt truyện. Blair Herter của X-Play đã cho tựa game 5/5 và cũng đánh giá cao cốt truyện. Brad Shoemaker của Giant Bomb cho trò chơi 5/5 và sau đó gọi nó là "Trò chơi DS hay nhất năm 2009."
Bowser's Inside Story là trò chơi bán chạy nhất trong tuần đầu tiên phát hành tại Nhật Bản với 193.000 bản. Có 650.000 bản trong nửa đầu năm 2009 và cuối năm là trò chơi bán chạy thứ 11 với 717.940 bản trong nước. Theo NPD Group, Bowser's Inside Story là trò chơi bán chạy thứ tư trong tháng 10 năm 2009 với 258.100 bản tại Hoa Kỳ. Tựa game tiếp tục bán tốt trong những tháng tiếp theo, 656.700 bản tại đây đã được bán vào cuối tháng 12 năm 2009.

## Làm lại
Vào tháng 3 năm 2018, Nintendo đã thông báo một phiên bản làm lại của game trên Nintendo 3DS, lấy cái tên khác là Mario & Luigi: Bowser's Inside Story + Bowser Jr.'s Journey. Đồ họa được cập nhật và lối chơi thay đổi, như làm lại các bước di chuyển trong chiến đấu. Phiên bản làm lại này được phát hành tại Nhật Bản vào ngày 27 tháng 10 năm 2018, và phát trên toàn thế giới vào tháng 1 năm 2019.